# Vườn Trocadéro

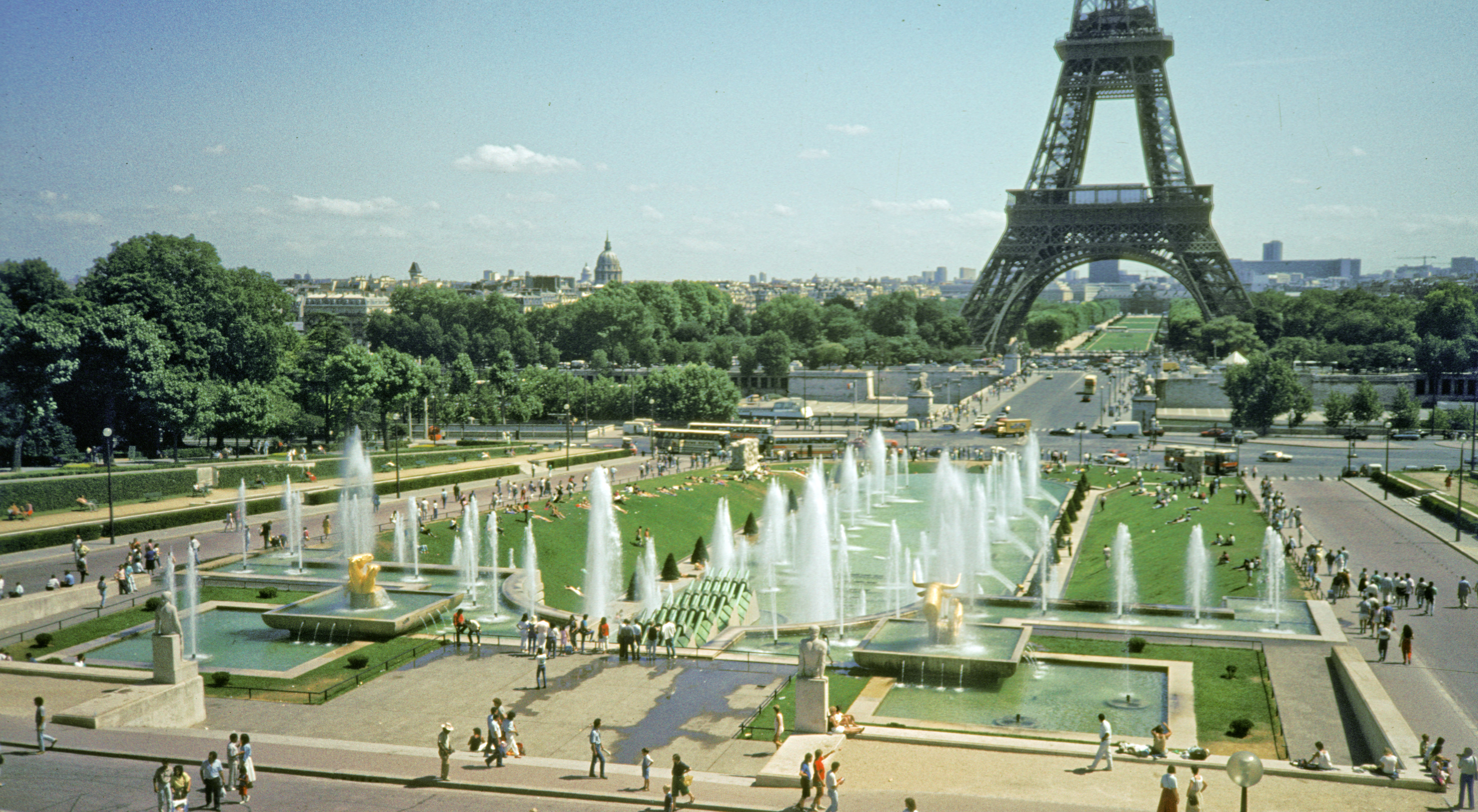
Vườn Trocadéro và tháp Eiffel

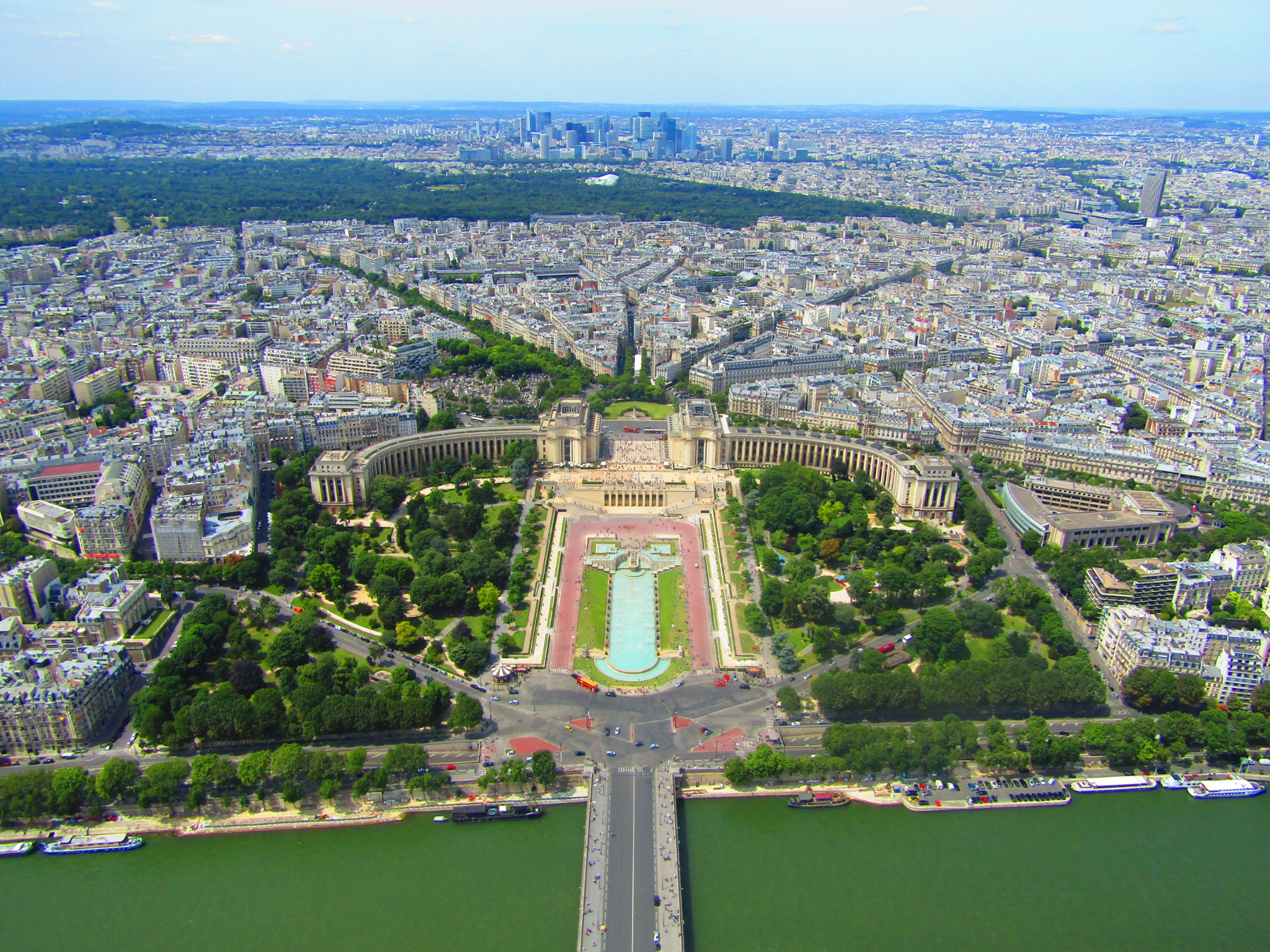
Vườn Trocadéro và Palais de Chaillot, nhìn từ tháp Eiffel, phía xa là khu đô thị La Défense

Vườn Trocadéro là một khu vườn ở Quận 16 thành phố Paris. Nằm gần tháp Eiffel, vườn Trocadero có diện tích 93.930 mét vuông, dốc từ Palais de Chaillot xuống dưới phía sông Seine. Khu vực này thường xuyên đông đúc khách du lịch bởi vị trí của vườn nối tháp Eiffel với Palais de Chaillot - điểm lý tưởng nhất để ngắm tháp.
| Métro Paris | Bến tàu điện ngầm: Trocadéro |

Khu vườn Trocadéro được Roger Lardat thiết kế nhân dịp Triển lãm thế giới năm 1937, cũng là khi Palais du Trocadéro nằm ở đây bị phá bỏ và Palais de Chaillot thay thế. Hai tòa nhà của Palais de Chaillot ôm lấy toàn bộ phía Tây-Bắc của vườn, còn phía Đông-Nam là đại lộ New York. Hai bên vườn còn bị chia cắt bởi đại lộ Nations Unies cùng nhiều lối đi nhỏ cho người đi bộ.
Chính giữa vườn là một bể nước lớn với bãi cỏ bên cạnh. Dàn phun nước ở đây có công suất 5700 một giây chia làm hai hàng mỗi bên. Phần phía trên, nhô cao lên khỏi bể là hai tác phẩm điêu khắc, một Đàn ông và một Đàn bà. Phần cuối bể được đóng khung bởi hai khối điêu khắc đá thể hiện Tuổi trẻ và Niềm vui cuộc sống.
Hai phần bên của vườn Trocadéro đối xứng nhau qua bể, được trồng rất nhiều cây tinh dầu cùng các cây phỉ, cây giồi Mỹ và các cây nhỏ khác. Vào dịp riển lãm thế giới năm 1878, một bể ngầm rộng 2800 mét vuông được xây dựng trong hầm khai thác đá cũ, dành cho bộ sưu tập cá từ các sông của Pháp. Công trình này được tu sửa lại vào năm 1937, nhưng tới năm 1985 thì đóng cửa bởi lý do quá cũ nát.
Năm 1991, vườn Trocadéro thuộc tổng thể các công trình hai bên bờ sông Seine được UNESCO công nhận di sản thế giới.

## Hình ảnh

Jardins du Trocadéro, Paris